# Mesocletodes inermis
Mesocletodes inermis är en kräftdjursart som beskrevs av Georg Ossian Sars 1920. Mesocletodes inermis ingår i släktet Mesocletodes och familjen Argestidae. Arten har ej påträffats i Sverige. Inga underarter finns listade i Catalogue of Life.